# CHOBA B CCCP
Снова в СССР (em inglês "Back in the USSR ou "The Russian Album") é um álbum de rock clássico por Paul McCartney lançado em 1988 exclusivamente na União Soviética. Com a adição de uma faixa extra, o álbum teve seu lançamento internacional em 1991.

## História
Após o álbum de estúdio Press to Play, em 1986, McCartney passou a maior parte do primeiro semestre de 1987, planejando o seu próximo álbum. Em julho, ele teve o desejo de voltar às suas raízes, cantando alguns de seus hits favoritos dos anos 1950 e ao longo de dois dias, com outros três músicos, McCartney gravou dezesseis canções, treze dos quais seria escolhido para o eventual lançamento do álbum na União Soviética no ano seguinte.
O título é "Снова в СССР", que é "Back in the USSR" em russo - uma canção famosa dos The Beatles do álbum duplo de 1968, The Beatles (também conhecido como "Álbum Branco"). A pronúncia do título é snova vess-ESS-ESS-er.
Durante as sessões de gravação, 22 músicas foram gravadas originalmente, mas apenas 11 foram colocadas no álbum. Uma segunda prensagem Soviética, lançado em dezembro de 1988, aumentou o total de 13 músicas incluindo "I'm Gonna Be a Wheel Someday" e "Summertime". O lançamento do CD 1991 em todo o mundo continha 14 faixas, incluindo "I'm in Love Again", como uma faixa bônus. Mais duas faixas foram lançadas, no lançamento oficial: "I Wanna Cry", "This One".
Seis canções das sessões permanecem inéditas: "I Saw Her Standing There"(uma canção dos Beatles), "Take This Hammer" (Lonnie Donegan) "Cut Across Shorty" (Eddie Cochran), "Poor Boy" (Elvis Presley), " Lend Me Your Comb "(Carl Perkins), e "No Other Baby" (The Vipers). Esta última seria regravada por McCartney em 1999 de Run Devil Run.
O álbum inclui o encarte todo em russo, a partir do texto original por Roy Carr da New Musical Express.
A capa do álbum foi desenhada por Michael Ross. fotografia de Paul em uma estrela vermelha, símbolo da URSS foi tirada por Linda McCartney.
Снова в СССР, foi como um presente para os fãs soviéticos que, em geral, não conseguiram obter suas gravações legítimas, muitas vezes tendo de se contentar com cópias; para eles houve uma mudança, ter um álbum que as pessoas de outros países não seriam capazes de obter. Assim, o álbum de Paul McCartney nunca foi vendido fora da URSS. Após o colapso da União Soviética, Снова в СССР recebeu um lançamento mundial, em 1991, atingindo #63 no Reino Unido e #109 Nos EUA.

## Faixas
1. "Kansas City" (Jerry Leiber/Mike Stoller) - 4:02
2. "Twenty Flight Rock" (Eddie Cochran/Ned Fairchild) - 3:03
3. "Lawdy Miss Clawdy" (Lloyd Price) - 3:17
4. "I’m In Love Again" (Fats Domino/Dave Bartholomew) - 2:58
  - Faixa-bônus do lançamento internacional de 1991
5. "Bring It On Home To Me" (Sam Cooke) - 3:14
6. "Lucille" (Richard Penniman/Albert Collins) - 3:13
7. "Don't Get Around Much Anymore" (Duke Ellington/Bob Russell) - 2:51
8. "I'm Gonna Be A Wheel Some Day" (Fats Domino/Dave Bartholomew/Roy Hayes) - 4:12
9. "That's All Right Mama" (Arthur Crudup) - 3:47
10. "Summertime" (George Gershwin) - 4:57
11. "Ain't That A Shame" (Fats Domino/Dave Bartholomew) - 3:43
12. "Crackin' Up" (Ellas McDaniel) - 3:55
13. "Just Because" (Bob Shelton/Joe Shelton/Sydney Robin) - 3:34
14. "Midnight Special" (Trad. Arr. Paul McCartney) - 3:59

## Ficha técnica
- Paul McCartney - baixo, guitarra e vocal
- Mick Gallagher - teclados, piano
- Nick Garvey - baixo, backing vocals
- Mick Green - violão
- Henry Spinetti - bateria e percussão
- Chris Whitten - bateria